# Геленка (Мазовецьке воєводство)
Геленка (пол. Helenka) — село в Польщі, у гміні Млодзешин Сохачевського повіту Мазовецького воєводства.
Населення — 302 особи (2011).
У 1975-1998 роках село належало до Скерневицького воєводства.

## Демографія
Демографічна структура станом на 31 березня 2011 року:
|          | Загалом | Допрацездатний вік | Працездатний вік | Постпрацездатний вік |
| -------- | ------- | ------------------ | ---------------- | -------------------- |
| Чоловіки | 144     | 34                 | 97               | 13                   |
| Жінки    | 158     | 34                 | 93               | 31                   |
| Разом    | 302     | 68                 | 190              | 44                   |